# Motoki Nagakura
Motoki Nagakura (japanisch 長倉 幹樹 Nagakura Motoki; * 7. Oktober 1999 in der Präfektur Saitama) ist ein japanischer Fußballspieler.

## Karriere
Motoki Nagakura erlernte das Fußballspielen in den Jugendmannschaften vom NEOS FC und den Urawa Red Diamonds sowie in der Universitätsmannschaft der Juntendo University. Seinen ersten Vertrag unterschrieb er am 1. März 2022 beim Tokyo United FC. Der Verein aus Bunkyō, einem Bezirk in der Präfektur Tokio, spielte in der fünften Liga, der Kanto Soccer League (Div.1). Für den Verein bestritt er neun Ligaspiele, in denen er acht Tore erzielte und damit Torschützenkönig der Division 1 wurde. Im August 2022 wechselte er zum Zweitligisten Thespakusatsu Gunma. Sein Zweitligadebüt für den Verein aus Kusatsu gab Motoki Nagakura am 16. August 2022 (31. Spieltag) im Auswärtsspiel gegen den Yokohama FC. Bei der 1:0-Niederlage stand er in der Startelf und spielte die kompletten 90 Minuten. Nach 26 Zweitligaspielen wechselte er im Juli 2023 zum Erstligisten Albirex Niigata. Am 2. November 2024 stand er mit Albirex im Finale des J. League Cup. Das Spiel gegen Nagoya Grampus verlor man im Elfmeterschießen. Nach 40 Ligaspielen wechselte er im Januar 2025 zu den ebenfalls in der ersten Liga spielenden Urawa Red Diamonds.

## Erfolge
Albirex Niigata
- Japanischer Ligapokalfinalist: 2024

## Auszeichnungen
Kanto Soccer League (Div.1)
- Torschützenkönig: 2022